# Ducato di Salci
Il ducato di Salci fu un feudo, enclave dello Stato della Chiesa, situato nella val di Chiana romana. Eretto a ducato nel 1568 da papa Pio V in favore di Lucrezia Bandini, fu in seguito amministrato dalla famiglia Bonelli (discendente dai Ghislieri) fino al 1816. Il borgo-castello, attualmente insiste nel comune di Città della Pieve, al confine con la provincia di Siena.

## Il borgo castello
Situato a 343 metri su una solitaria collina nel comune di Città della Pieve, il borgo fortificato di Salci dista da Fabro quattro chilometri di antica e polverosa strada. Presso il castello scorre il torrente Fossalto e, nel suo crocicchio, i percorsi vanno verso Orvieto, Siena e Chiusi.
Il paese, abbandonato da vent'anni e in serio degrado, vantava una strategica posizione, compresa nel territorio di Orvieto (Stato Pontificio), prossima al confine con il Granducato di Toscana e con il Marchesato di Castiglione del Lago. La peculiarità di Salci non era solo questa: costruito nel secolo XIV dagli eredi del condottiero Vanni Bandini, era, con l'investitura papale del 1568, un insolito esempio di castello ducato. Il minuscolo recinto medievale (tre ettari circa) godeva, infatti, delle seguenti prerogative feudali: rappresentavano il duca il balio, l'intendente per gestione e amministrazione, il segretario di corte, il podestà (garante dell'applicazione delle norme dello statuto); disponeva, inoltre, di prigione locale e guarnigione militare autonoma da Castel della Pieve; il signore aveva potestà di imporre tributi e pedaggi, di autorizzare mercati e fiere (importante era quella del 6 novembre in onore del patrono san Leonardo di Noblac), di battere moneta.
Posto tra Siena e Orvieto, lungo l'adiacente percorso della Via Francigena, il borgo era scelto come sosta da mercanti e pellegrini diretti a Roma, ma, il fatto di essere incuneato tra due grandi Stati, lo rendeva gradito rifugio per contrabbandieri e ricercati, spesso non disinteressatamente tollerati dai duchi.

## Descrizione del borgo

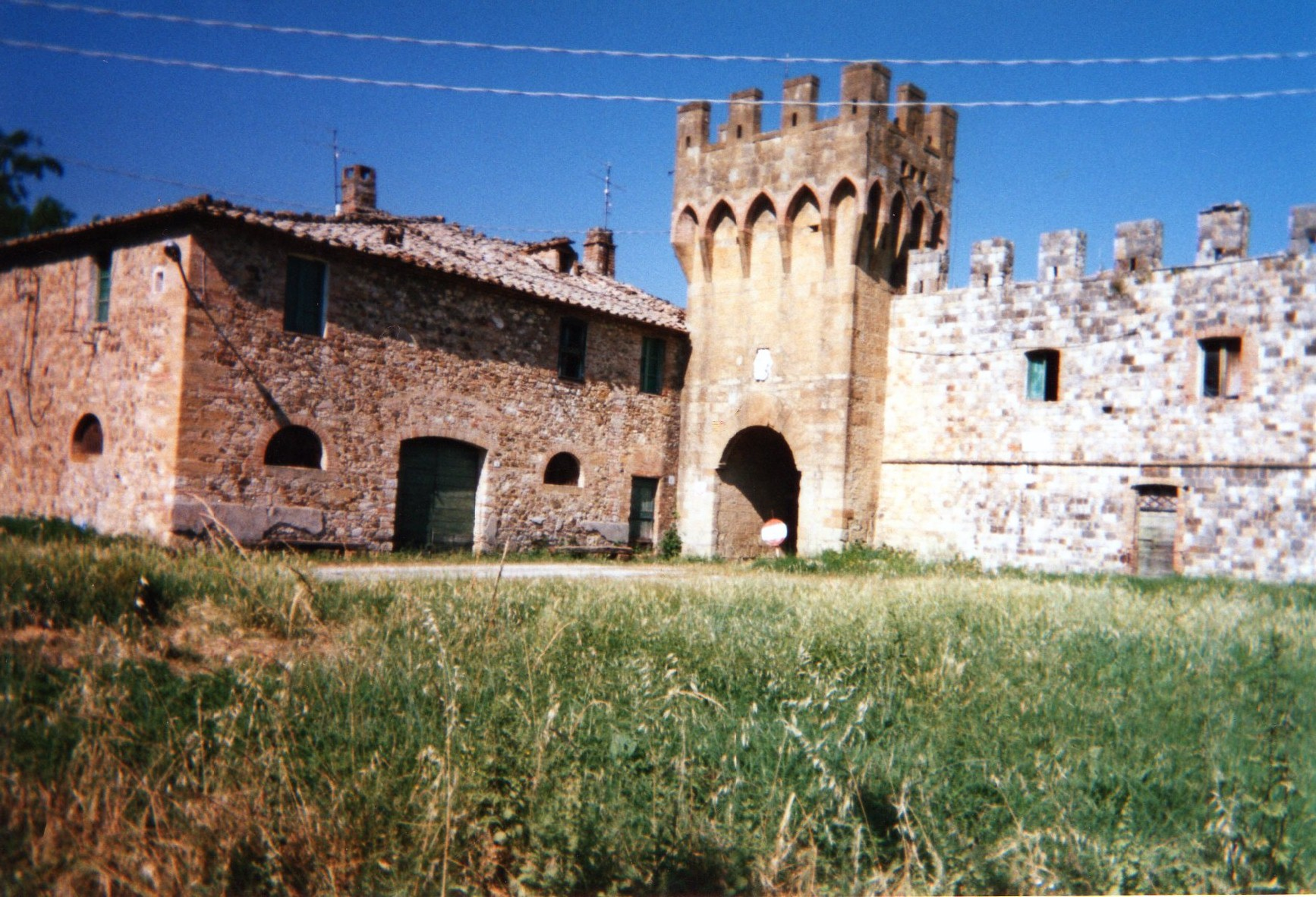
La porta di Orvieto:
ingresso principale al borgo

Le prime notizie su Salci risalgono al 1243, anno scelto da Federico II di Svevia per definire i confini dei possedimenti di Castel della Pieve. Gli acquitrinosi terreni adiacenti agevolarono una prospera attività agricola dando luogo ad un insediamento sparso. Un grande progetto di bonifica fu realizzato nel 1780 - il duca di Salci era Pio Camillo Bonelli - con i lavori di incanalamento dell'affluente tiberino, Tresa, verso l'Arno. La strada per il borgo fu eseguita nel 1834 sul tracciato medievale.
Il principale accesso al complesso castellano è la porta di Orvieto, a torre quadrata (con stemma in pietra dei Bonelli), dotata di merli guelfi su archetti ogivali. A destra si erge un edificio merlato con ingresso all'antico percorso di ronda, a sinistra una palazzina, già sede della guarnigione militare di difesa, dogana e deposito agricolo.
 I piazzali non sono lastricati, ma ancora in terra battuta ed erba. Le due corti sono separate dalla porta arcata dell'orologio, sovrastata da un loggiato rinascimentale a tre fornici, detto degli spiriti, corridoio aperto che metteva in comunicazione il palazzo ducale con la chiesa. Il piazzale erboso antistante la torre di porta di Orvieto è dedicato ai Crescenzi, un ramo dei quali si estinse nei Bonelli. Sulla destra si delinea una teoria di antiche case (un tempo sedi di botteghe e della locanda osteria) che termina evidenziando i contrafforti dell'edificio religioso. Sulla sinistra la piazza è delimitata dalla bassa costruzione, un tempo destinata ad alloggi della guarnigione militare. La facciata laterale del palazzo ducale chiude la corte ed è caratterizzata da una serie di monofore a sesto acuto.
 Superato l'arco la residenza espone il frontone principale che dà sulla più piccola piazza Bonelli. Si nota subito la loggia degli spiriti, simbolo del passaggio architettonico dal gusto medievale a quello rinascimentale, quando il castello assunse il ruolo di residenza signorile: serviva per permettere alla famiglia ducale di raggiungere indisturbata la chiesa. Il palazzo fa angolo con la torre di porta di Siena, secondo ingresso sull'itinerario per Siena-Orvieto. Il largo è circoscritto da una serie di case con un palazzetto più alto e un pozzo circolare con tettuccio a coppi e sportello a grata in legno.
 Oltrepassato l'angolo, si elevano la casa canonica e la chiesa di San Leonardo (o San Leo), rimaneggiata nel Seicento, con tre pinnacoli in sommità ed un alto campanile cuspidato in stile barocchetto romano. La piccola chiesa fu rinnovata, su un'altra precedente, dalla duchessa Livia Capranica: è ad unica navata, divisa da archi in quattro campate e coperta con volte a botte; è dedicata a san Leonardo di Noblac, patrono degli schiavi; ha cinque altari, di cui il maggiore dedicato al santo titolare, gli altri a san Pio V, al Crocifisso, a sant'Antonio Abate e alla Madonna del Carmelo; conserva alcuni dipinti secenteschi donati dai Bonelli, altri da Vittoria di Mirafiori, figlia di Vittorio Emanuele II e di Rosa Vercellana, e soprattutto l'affresco dell'Annunciazione del Pomarancio. Nella chiesa si svolgevano la cerimonia della presa di possesso del feudo da parte dei signori e altre celebrazioni di famiglia.

## I Bandini di Salci

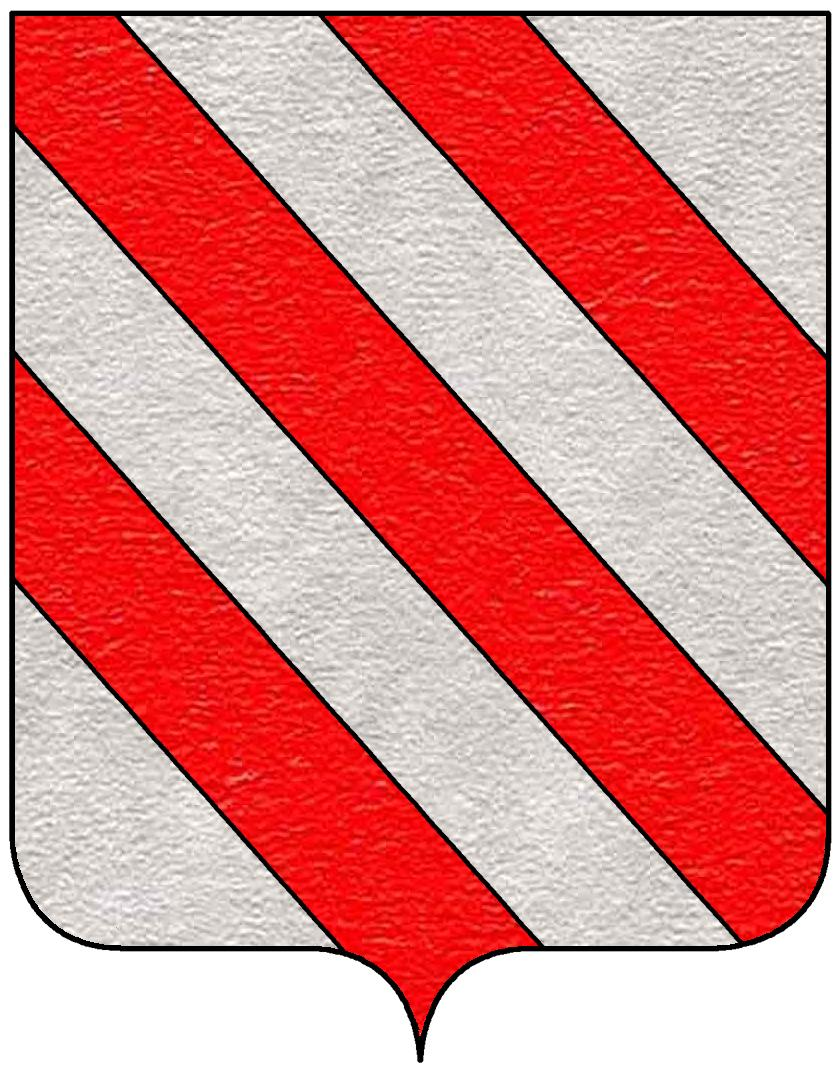
Il blasone dei Bandini

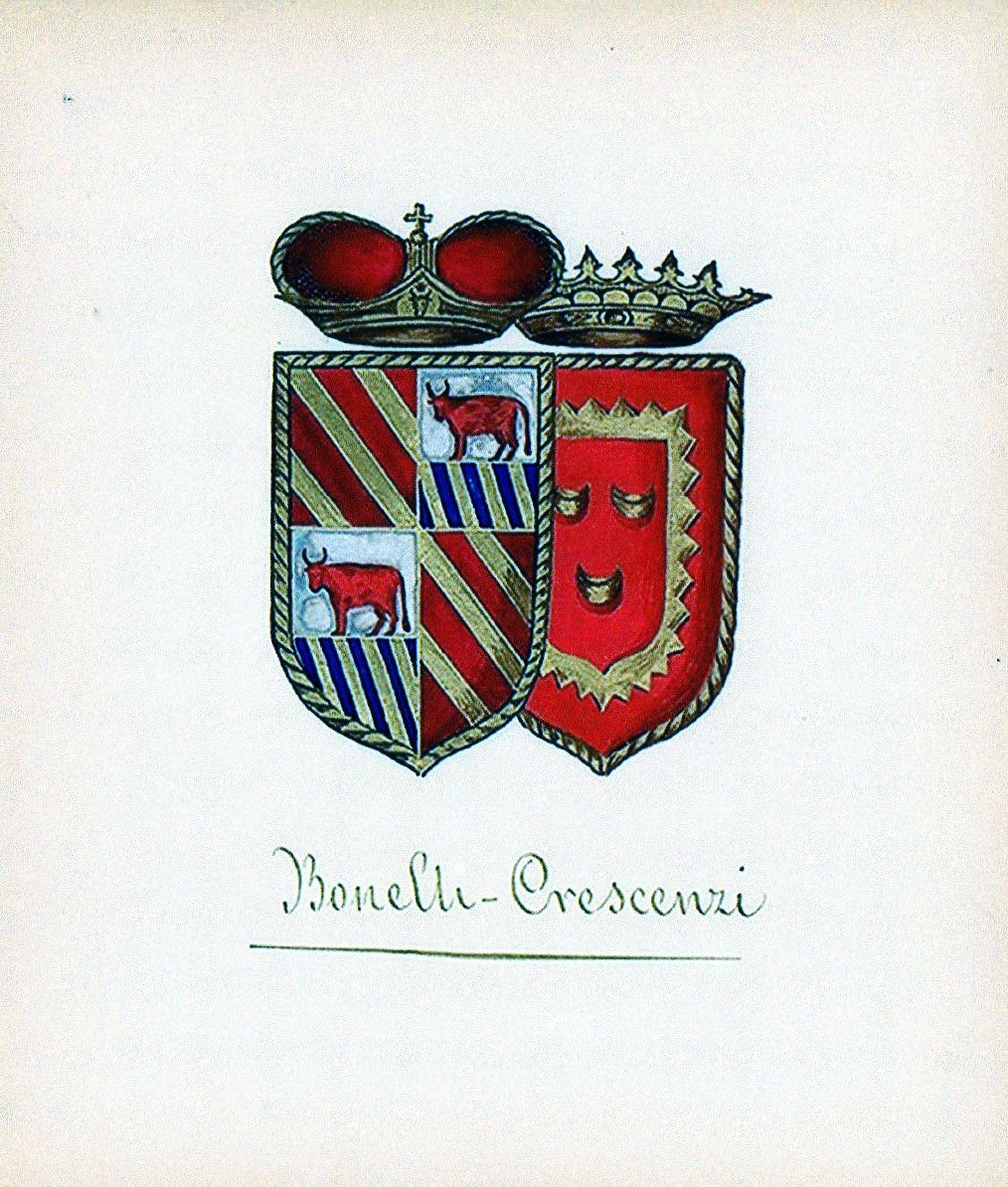
Lo scudo gentilizio dei Bonelli-Crescenzi

I Bandini costituivano un ramo della famiglia fiorentina, trapiantato a Castel della Pieve: il loro blasone era d'argento, alla fascia di rosso. Il castello di Salci fu aspramente conteso tra i Bandini e i Monaldeschi: i primi ebbero alla fine il sopravvento e Salci fu in loro possesso fino a Bandino III, sposo di Giulia Cesarini, madre di Lucrezia Bandini, prima duchessa e ultima della linea pievese. La nobile signora ebbe due mariti: Matteo Stendardi (nipote di papa Paolo IV) e Giovanni Pepoli (1521-1585), che risiedette per anni nella residenza ducale salcese e nel palazzo Bandini a Castel della Pieve. Lucrezia fu insignita del rango ducale, nel 1568 da papa Pio V: fece ristrutturare l'intero borgo, favorì l'attività agricola facendo del feudo un centro di produzione e occupazione commerciale conosciuto nella zona.
La duchessa, priva di eredi, morì nel 1570, e fu sepolta nella cripta di famiglia del duomo pievese: il ducato, insieme al patrimonio mobiliare ed immobiliare, fu trasmesso, per volere di Pio V, al proprio nipote piemontese Michele I Bonelli, il cui casato lo terrà per quasi trecento anni.

## I Bonelli duchi di Salci

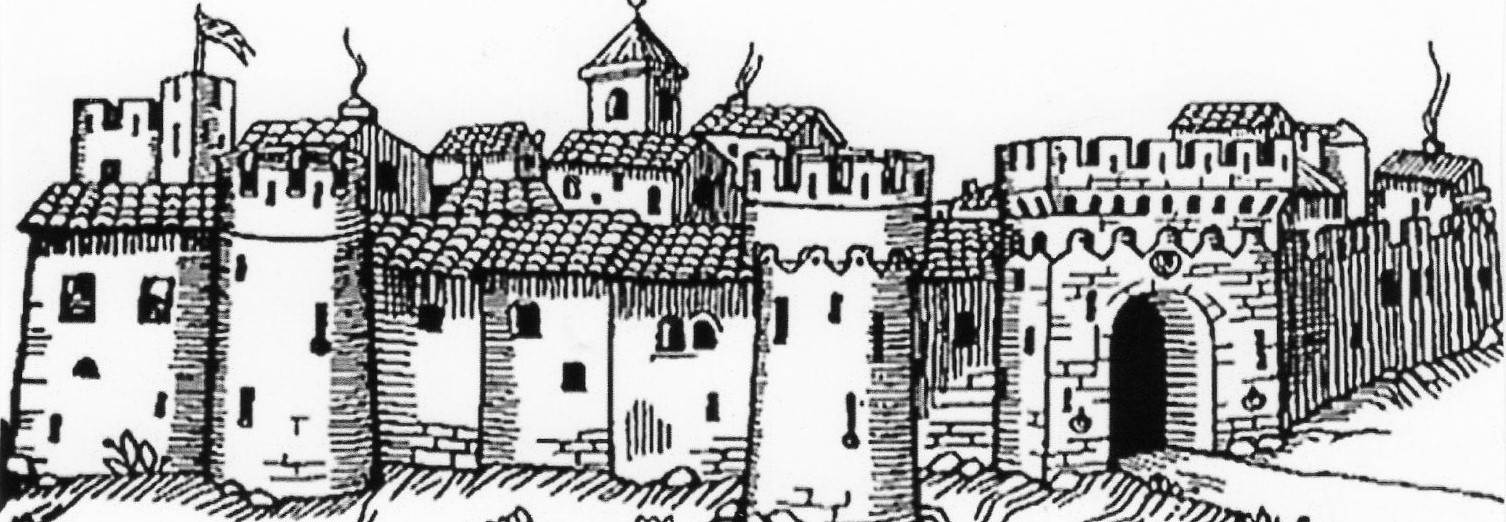
Stampa raffigurante il borgo di Salci

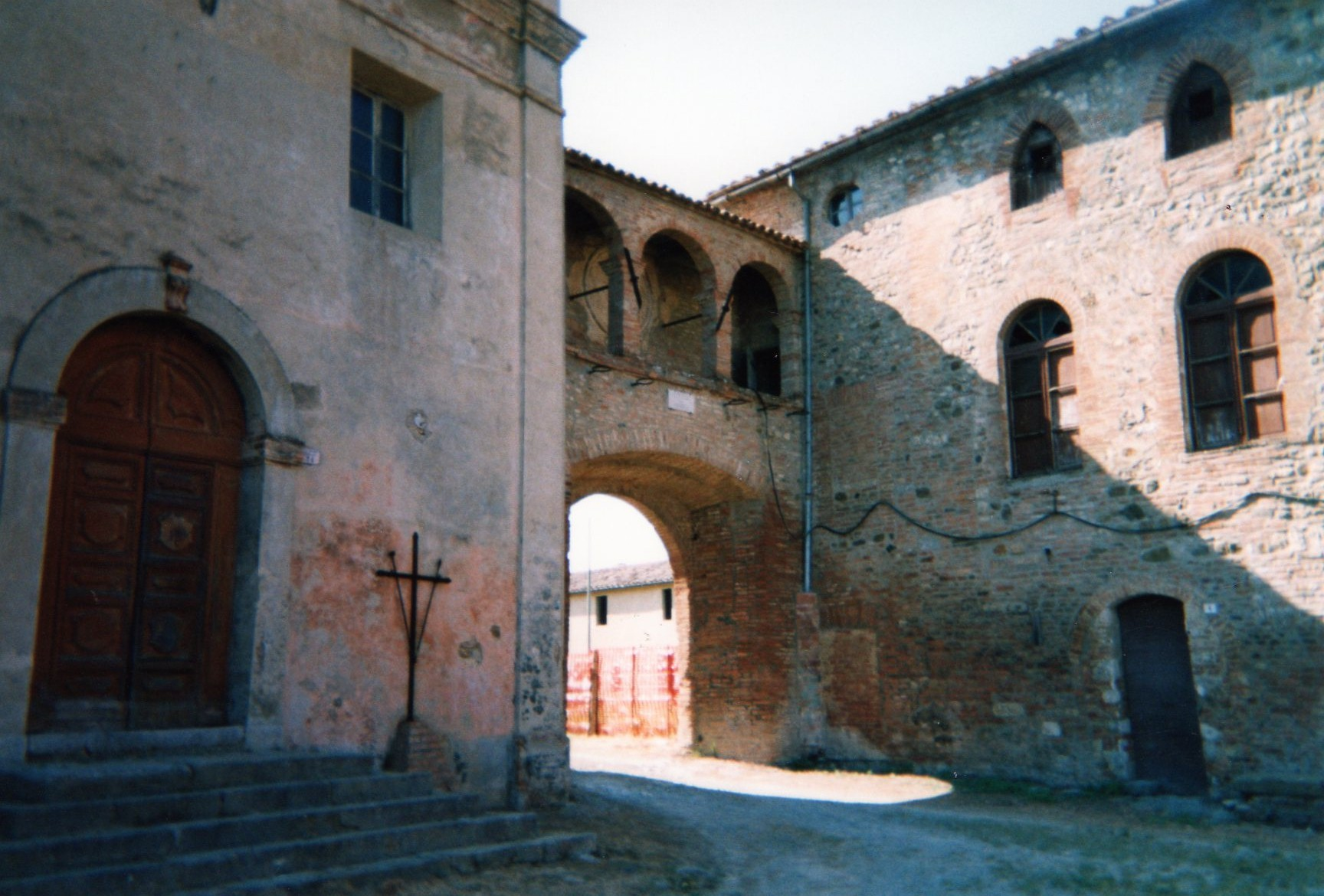
L'arco dell'orologio e la "loggia degli spiriti"

L'antica strada che da Siena portava a Roma, proveniente da Chiusi attraversava il borgo murato di Salci, dopo i villaggi di Poggio Valle e Belvedere, poi proseguiva per l'Osteriaccia e Palombara, e, passando sul ponte Giulio, presso Allerona, dopo alcuni chilometri giungeva ad Orvieto. Il piccolo ducato pagava allo Stato della Chiesa un tributo feudale di 18,80 scudi: un centinaio di abitanti dimoravano nel recinto, trecento nel territorio intorno ad esso.
I Bonelli si fregiarono anche dei titolo di conti di san Vito e di Bosco, duchi di Montanara, marchesi di Cassano e Montorio, baroni della Macchia, principi romani di primo grado (1756): nell'Ottocento alla casata rimasero solo le dignità di Salci e di Bosco.

Preso possesso nel 1570 del ducato salcese (dove i Bonelli soggiornarono poco e saltuariamente, rappresentati da un vicario, anche per il viaggio da Roma lungo e scomodo), Michele I (1541-1598) fu nominato cardinale dallo zio materno papa Pio V; Michele II (la sua tomba si trova nella chiesa romana di San Lorenzo fuori le mura) si iscrisse nel 1576 nell'albo della Magistratura di Città della Pieve; un altro Bonelli, Carlo, principe della Chiesa dal 1664, fu sul punto di diventare pontefice, ma morì proprio durante il conclave.

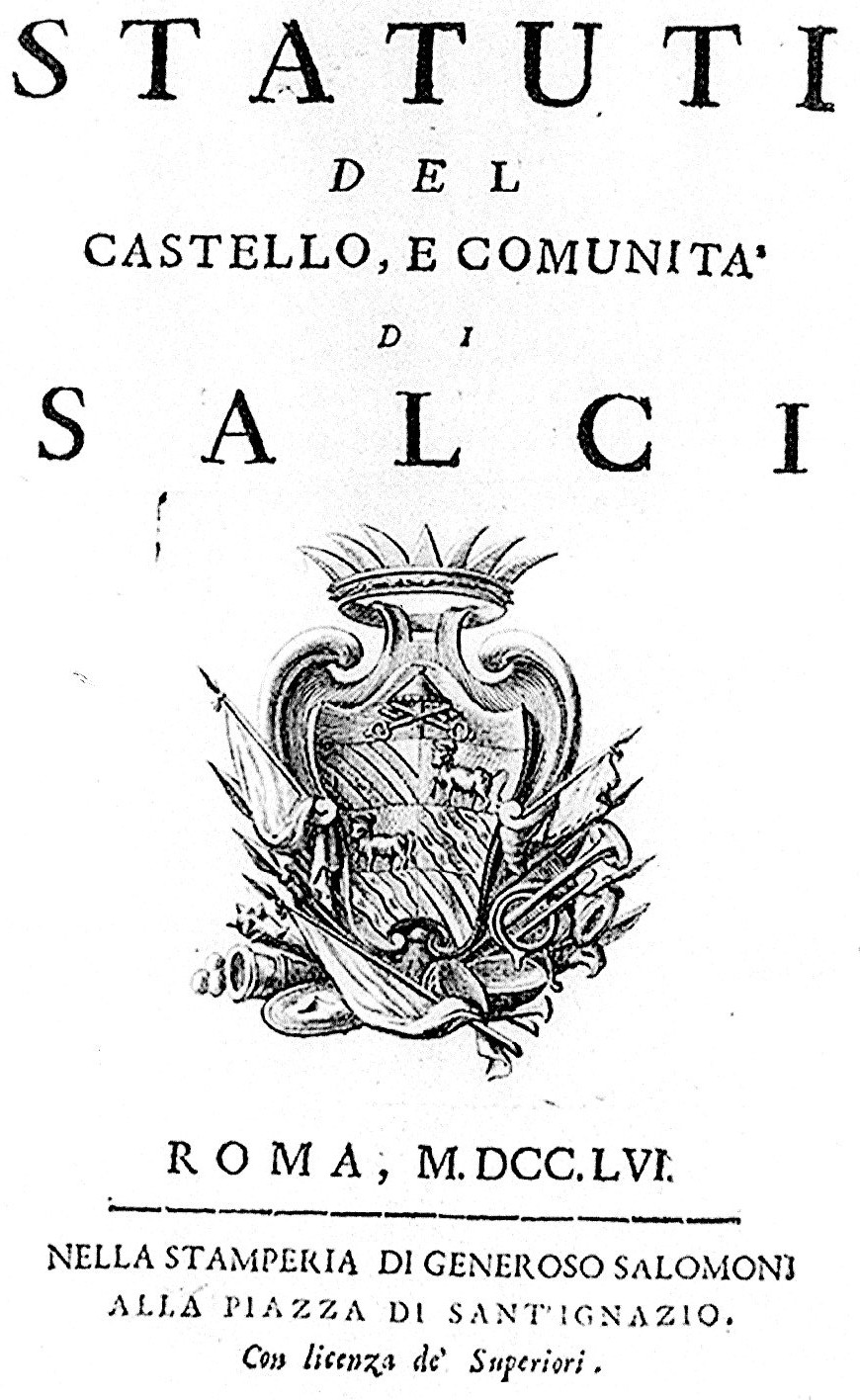
Gli statuti del ducato di Salci (1756), con lo stemma dei Bonelli

Alla morte di Michele II (1604), il castello di Salci (dal latino salix, salicis, albero legnoso a foglia caduca con proprietà medicinali) passò al nipote Antonio Pio, nobile e conte di Bosco, erede del padre Girolamo, fratello di Michele I e II che, come Pio V, nacquero a Bosco Marengo, presso Alessandria.
 Nel 1756 il duca e primo principe Marcantonio redasse gli Statuti del Castello, e comunità di Salci, pubblicati nella stamperia Romana di Generoso Salomoni in piazza Sant'Ignazio (in cui, tra l'altro, si dotava il borgo di un'autonoma piccola guarnigione militare, agli ordini di un capitano di nomina ducale). Marcantonio sposò in prime nozze Violante Crescenzi, dalla quale nacque Pio Camillo che subentrò anche nei ranghi e blasoni materni, come risulta dal suo decreto di nomina del capitano del battaglione di Salci (1º giugno 1782). A Pio Camillo - che rinunciò ai diritti feudali nel 1816 - succedette il nipote Davide Pio (+1868), duca solo titolare fino al 1860, quando il territorio fu annesso al nascente regno d'Italia: Il borgo di Salci appartenne ai Bonelli fino al 1886 che lo vendettero alla figlia di Vittorio Emanuele II, Vittoria di Mirafiori, ma in seguito fu incamerato nel comune di Città della Pieve.
Le residenze dei Bonelli, oltre al castello di Salci, furono: il palazzo Bonelli (poi Valentini) a Roma in rione Trevi (dove vivevano abitualmente), palazzo Bandini e villa Rosetta, dimora estiva, a Città della Pieve.
 Questi i loro luoghi di sepoltura: le basiliche romane di Santa Maria sopra Minerva e San Lorenzo fuori le mura, il duomo di Città della Pieve, la chiesa di San Leonardo a Salci e la cappella Bonelli a San Gregorio d'Ippona.

La blasonatura dell'emblema dei Bandini era:

Lo stemma dei Bonelli, elevati nel 1740 da Benedetto XIV alla dignità di Nobili romani, era così illustrato:

Lo scudo dei Crescenzi era descritto nel seguente modo:

## Duchi sovrani di Salci (1568-1816)[12]
| N° | Titolo        | Nome                   | Dal  | Al   | Consorte |
| 1  | Duchessa      | Lucrezia Bandini       | 1568 | 1570 | Matteo Stendardi, Giovanni Pepoli                                                                                    |
| 2  | Duca          | Michele I Bonelli      | 1570 | 1598 | Cardinale; con il fratello Michele II                                                                                |
| 3  | Duca          | Michele II             | 1570 | 1604 | Livia Capranica; con il fratello Michele I fino al 1598                                                              |
| 4  | Duca          | Antonio I Pio          | 1604 | 1630 | Marzia Grimaldi Cebà                                                                                                 |
| 5  | Duca          | Francesco I            | 1630 | 1666 | Teresa Imperiali |
| 6  | Duca          | Michele III Ferdinando | 1666 | 1689 | Isabella Ruini |
| 7  | Duca          | Francesco II           | 1689 | 1722 | Vittoria dell'Anguillara                                                                                             |
| 8  | Duca Principe | Marcantonio I          | 1722 | 1777 | Violante Crescenzi, Giuditta Atili; nel 1746 viene elevato al rango di principe da Benedetto XIV (bolla Urbem Romam) |
| 9  | Duca Principe | Pio Camillo I          | 1777 | 1816 | rinuncia ai diritti feudali nel 1816.                                                                                |

## Galleria d'immagini

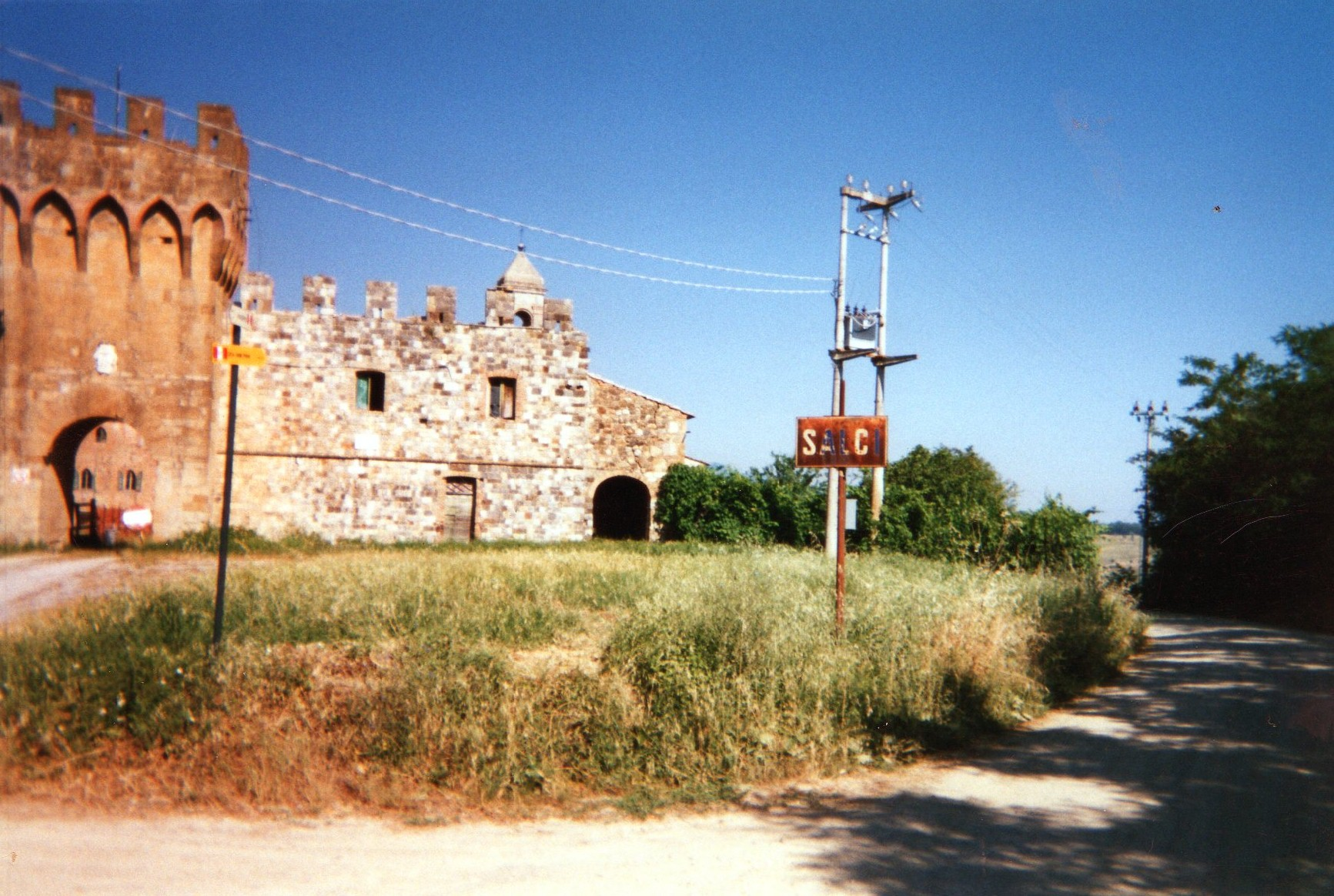
Accesso al borgo con l'antica strada
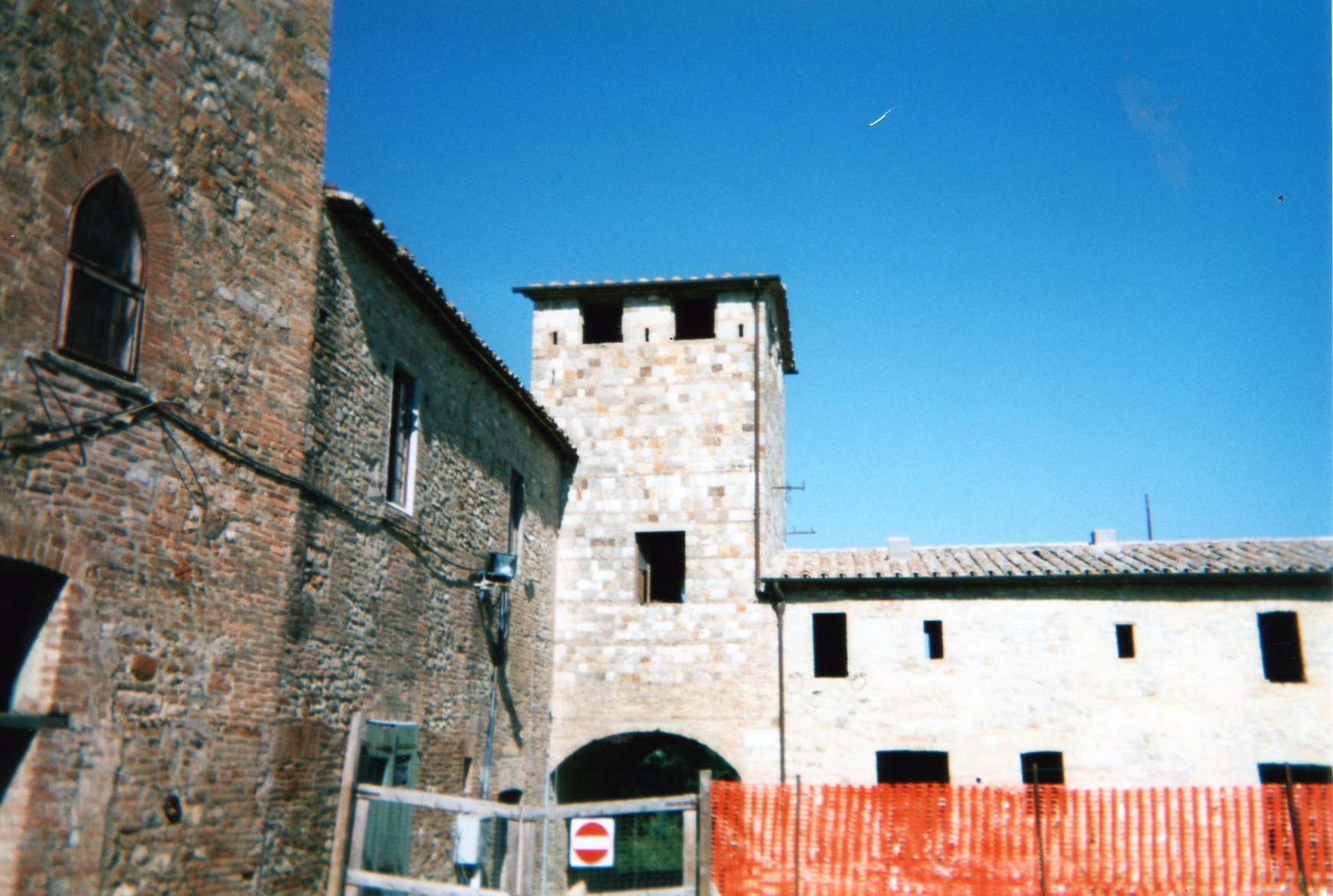
La torre di porta di Siena secondo accesso al borgo
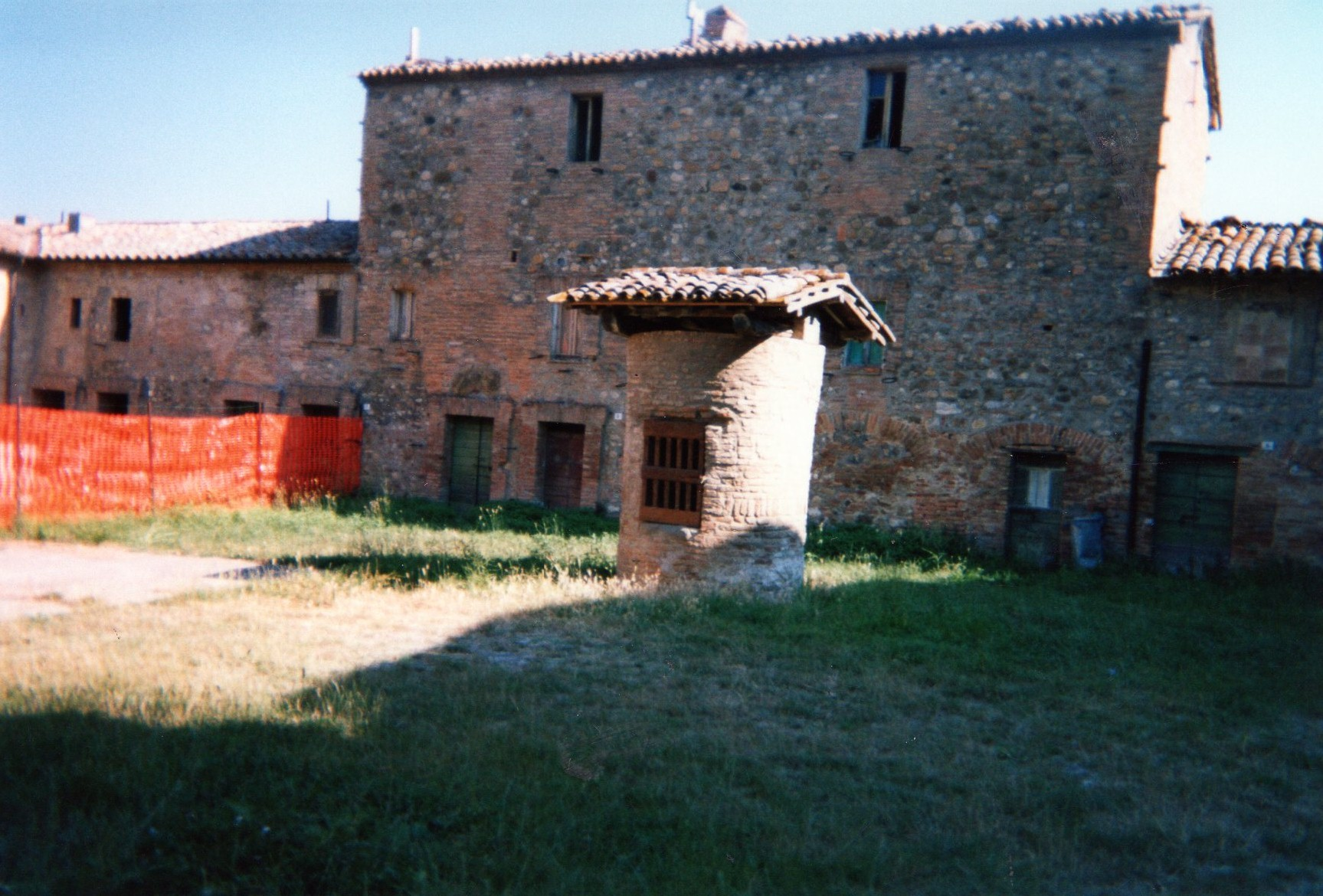
La piazza Bonelli con il pozzo circolare
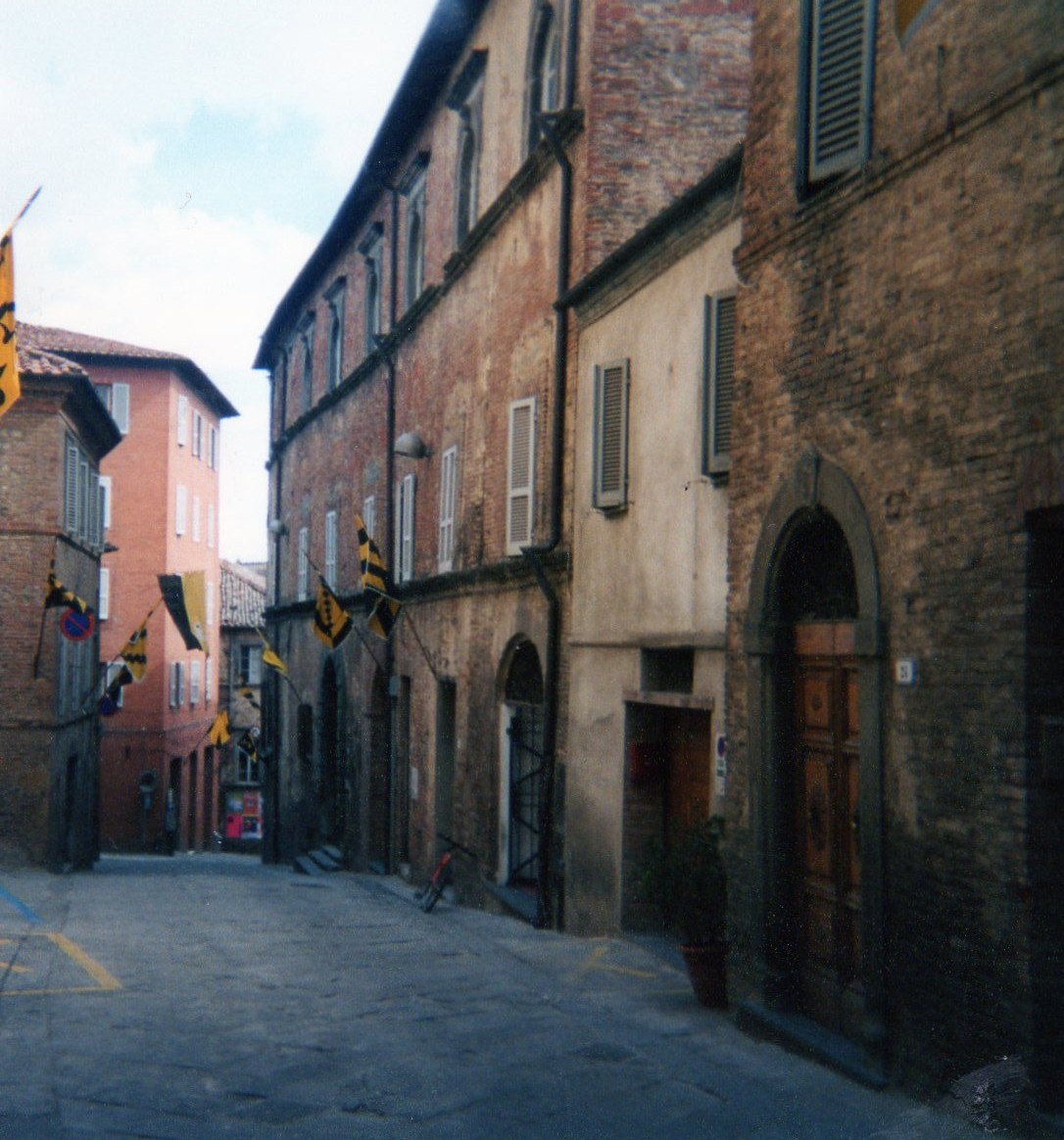
Palazzo Bandini a Città della Pieve